# Lola rennt
Lola rennt ist ein deutscher Actionthriller des deutschen Regisseurs und Filmproduzenten Tom Tykwer aus dem Jahr 1998 mit Franka Potente und Moritz Bleibtreu in den Hauptrollen. Der Film zeigt dreimal dieselbe Zeitspanne von 20 Minuten, jedes Mal mit kleinen Detail-Unterschieden, die die Handlung jeweils zu einem völlig anderen Ausgang führen (Schmetterlingseffekt in einer Form ähnlich einer Zeitschleife).
Kinostart des Films in Deutschland war am 20. August 1998. Im deutschen frei empfangbaren Fernsehen war er erstmals am 11. Oktober 2001 auf Arte zu sehen.

## Handlung

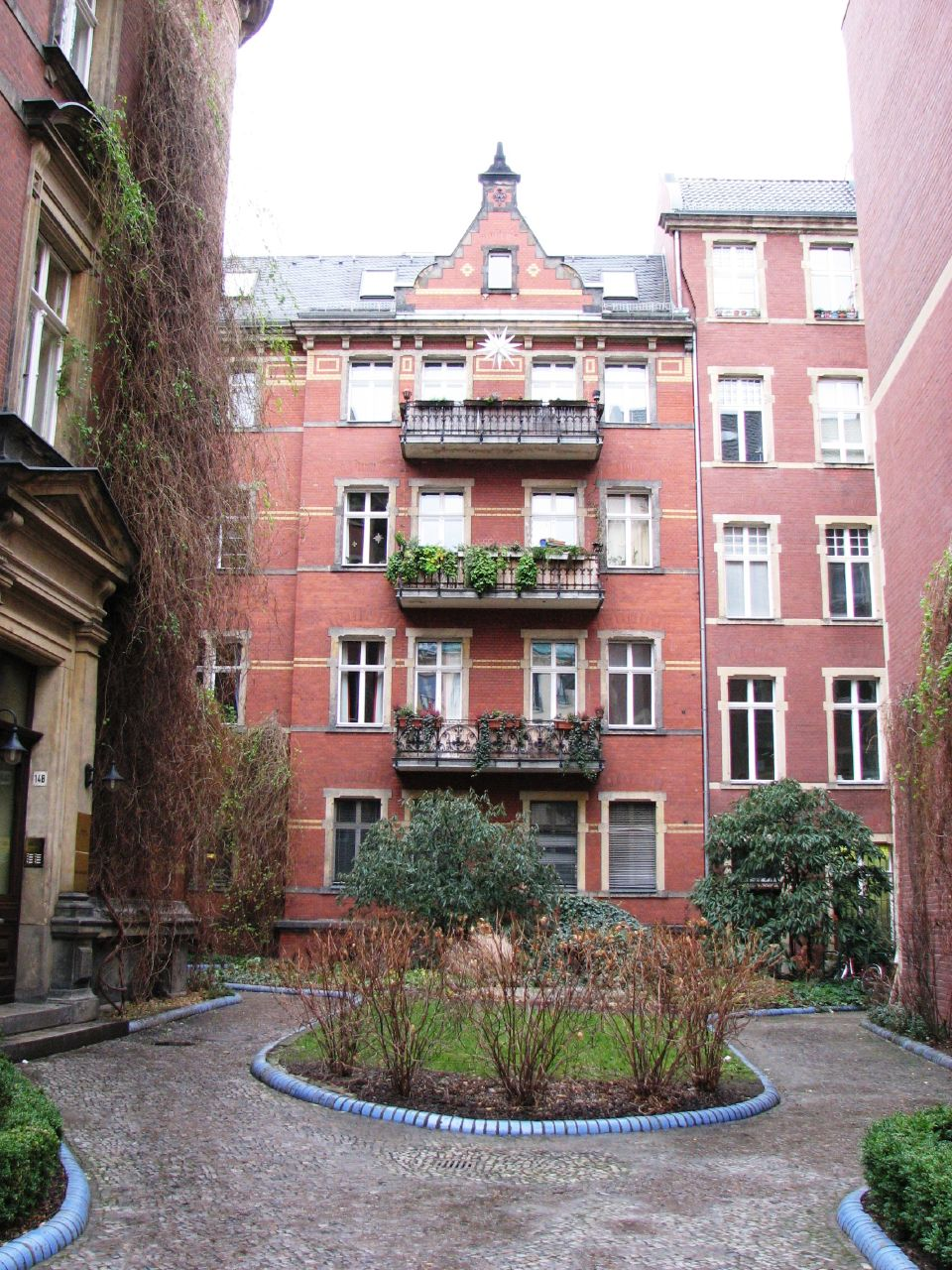
Das Haus in der Albrechtstraße im Berliner Bezirk Mitte, in dem die drei Episoden beginnen

### Intro
Die Geschichte spielt in Berlin und beginnt mit Lolas Freund Manni, der als Kurier für einen Hehler arbeitet und sie aus einer Telefonzelle anruft. Er hat eine Stofftüte mit 100.000 DM versehentlich in der U-Bahn liegen gelassen, mit der er fahren musste, weil Lola ihn nicht wie abgesprochen abgeholt hatte (ihr Moped war gestohlen worden, während sie Zigaretten geholt hatte). Manni ist sicher, dass ein Obdachloser, der in derselben U-Bahn gefahren ist, das Geld an sich genommen hat. Da der Geldtransport durch Manni als Vertrauenstest nach einem vorangegangenen Fehlschlag gilt, muss er das Geld unbedingt abliefern; notfalls werde er den Supermarkt gegenüber der Telefonzelle ausrauben. Lola beschwört ihn, das nicht zu tun, ihr werde ein Ausweg einfallen. Er gibt ihr 20 Minuten bis Punkt 12:00, dann reißt das Gespräch ab. Lola beschließt nach kurzem Nachdenken, ihren Vater, Filialleiter der „Deutschen Transfer Bank“, um Hilfe zu bitten.
Im Hauptteil verfolgt der Zuschauer drei Mal hintereinander, wie Lola durch die Stadt rennt und zunächst ihren Vater und dann Manni aufsucht. Jeder der drei Läufe beginnt damit, dass nach ihrem Telefonat mit Manni der Hörer auf die Gabel fällt, doch dann entwickeln sie sich leicht unterschiedlich, wodurch auch das Leben der Leute, auf die Lola stößt, in verschiedener Weise weitergeht – letzteres wird bei den jeweiligen Begegnungen in schnellen Fotosequenzen gezeigt.
Lolas Läufe sind jeweils durch eine einprägsame Musik aus Techno- und Trance-Elementen unterlegt, die Variationen des immer selben Motivs darstellen.

### Erster Lauf
Lola trifft im Treppenhaus auf einen Jungen mit einem aggressiven Hund, vor dem sie kurz zurückschreckt. An einer Straßenecke rempelt sie eine Frau mit Kinderwagen an und wird von ihr beschimpft. (Fotosequenz: Das Kind wird der Frau weg- und in Obhut genommen, die Frau entführt danach eines aus einem kurz unbewachten Kinderwagen.) Später rennt Lola neben einem Fahrradfahrer her, der ihr sein Fahrrad zum Kauf anbietet. Sie lehnt ab. (Fotosequenz: Er wird auf seinem Fahrrad überfallen und zusammengeschlagen, dann heiratet er seine Krankenschwester.) Lola läuft knapp vor dem aus einer Grundstückseinfahrt kommenden Auto von Herrn Meier vorbei, einem Kunden ihres Vaters, der, dadurch abgelenkt, auf der Straße mit einem BMW kollidiert, dem drei Schlägertypen entsteigen, wodurch Herr Meier seinen Termin mit Lolas Vater verpasst.
An einer Straßenecke läuft sie, ohne es zu wissen, an genau dem Obdachlosen vorbei, der Mannis Geldtasche gefunden und mitgenommen hat. In der Bank trifft Lola zunächst auf eine Bankangestellte. (Fotosequenz: Sie wird bei einem Unfall schwer verletzt, muss im Rollstuhl sitzen und tötet sich selbst.) Als Lola ihren Vater um das Geld anfleht, lacht er sie aus und teilt ihr mit, dass sie ein Kuckuckskind sei, dass er es satt habe, immer für alles zahlen zu müssen, und dass er die Familie für eine Arbeitskollegin verlassen werde. Er lässt sie hinauswerfen. Währenddessen versucht Manni mit einer von einer blinden Frau geliehenen Telefonkarte vergebens, sich von Freunden das Geld zu beschaffen. Lola läuft neben einem Rettungswagen her, der noch knapp vor einer langen Glasscheibe bremsen kann, die von sechs Personen über die Straße getragen wird. Um Punkt 12:00 Uhr biegt Lola um die Straßenecke zum Treffpunkt und sieht nur noch, wie Manni mit dem Überfall auf den Supermarkt beginnt. Auf ihren Ruf reagiert er nicht. Als er von einem Sicherheitsmitarbeiter gestellt wird, schlägt sie diesen von hinten nieder und beteiligt sich am Überfall. Beide fliehen mit dem Geld und den Waffen, werden jedoch bald von der Polizei gestellt. Resignierend schleudert Manni die Tüte mit der Beute in die Luft, wodurch ein junger Polizist abgelenkt wird, aus dessen Waffe sich ein Schuss löst und Lola in die Brust trifft. Sie fällt sterbend auf die Straße.
In einer Zwischensequenz liegen Lola und Manni nebeneinander im Bett und rauchen. Auf seine Beteuerungen, sie sei die beste Frau der Welt, antwortet sie mit der Frage, wem er das sagen würde, wenn sie sich nie getroffen hätten, und ob ihre Beziehung nicht doch nur ein Zufallsprodukt sei.
Das Bild blendet zurück in Lola, die verletzt auf der Straße liegt und sich nun weigert, diesen Ausgang der Geschichte zu akzeptieren.

### Zweiter Lauf
Die fallende Tüte mit der Beute verwandelt sich in den fallenden Telefonhörer, Lola rennt los. Im Treppenhaus stellt der Junge ihr ein Bein, wodurch sie die Treppe hinunterfällt und im Folgenden leicht humpelt. Wieder prallt sie mit der Frau mit dem Kinderwagen zusammen (Fotosequenz: Die Frau füllt einen Tippschein aus, gewinnt Millionen und fängt mit ihrem Partner ein neues Leben an.) und trifft auf den Radfahrer, bezichtigt ihn aber diesmal, das Rad gestohlen zu haben. (Fotosequenz: Er lebt auf der Straße und stirbt an einem Goldenen Schuss.) Über Herrn Meiers Motorhaube läuft sie nun einfach hinweg, dessen Unfall folgt trotzdem. Am Obdachlosen an der Straßenecke läuft sie dieses Mal nicht nur vorbei, sondern rempelt ihn an. In der Bank kommt sie etwas später als beim ersten Lauf an, was der Geliebten ihres Vaters genug Zeit gibt, ihm zu gestehen, dass sie von jemand anderem schwanger ist. In den darauf eskalierenden Streit platzt Lola hinein, gerät in Wut und zwingt schließlich ihren Vater mit der Pistole des Wachmannes zur Herausgabe der benötigten Summe. (Fotosequenz: Die Bankangestellte am Kopierer verliebt sich nun in den Kassierer, sie werden ein Paar.) Die Flucht gelingt ihr, weil sie von der Polizei, die die Bank bereits umstellt hat, für eine entkommende Geisel gehalten wird. Sie bittet den Rettungswagenfahrer, sie mitzunehmen, doch dieser lehnt ab und fährt dadurch in die über die Straße getragene Glasscheibe hinein, die zersplittert. Als Lola sich Manni nähert, der gerade den Supermarkt betreten will, reagiert er auf ihren Ruf, bricht sein Vorhaben ab und kehrt um. Als die beiden über die Kreuzung aufeinander zu laufen, wird Manni von dem Rettungswagen überfahren und tödlich verletzt.
In der folgenden Zwischensequenz stellt Manni Lola Fragen und möchte wissen, ob ihr Leben im Falle seines Todes nicht trotz ihrer Liebe zu ihm ganz normal weiterginge. Lolas Antwort „Du bist aber noch nicht tot“ leitet über zum dritten Lauf.

### Dritter Lauf
Lola springt im Treppenhaus über den Jungen hinweg und kollidiert draußen nicht mit der Frau, die sich darüber zu wundern scheint. (Fotosequenz: Sie kommt in Kontakt mit einer Religionsgemeinschaft und wirbt für ihren neuen Glauben.) Lola stürzt diesmal über Herrn Meiers Motorhaube und bleibt kurz auf dieser liegen, was den Unfall mit dem BMW verhindert. Offenbar sind Lola und Herr Meier einander bekannt. Der Radfahrer verkauft sein Fahrrad dem Obdachlosen. Da Herr Meier diesmal zu seinem Banktermin pünktlich erscheint und mit Lolas Vater wegfährt, trifft Lola ihn nicht mehr an. Der Wachmann der Bank macht ihr gegenüber eine anzügliche Bemerkung und erntet einen eiskalten Blick. Ihm wird unwohl, sein Herzschlag beschleunigt sich. Manni wird an der Telefonzelle von der blinden Frau mit einer Kopfbewegung auf den Obdachlosen hingewiesen, der auf seinem Fahrrad und der Geldtasche an ihnen vorbeifährt. Manni rennt ihm nach und verursacht dabei eine Kollision von a) dem Wagen, in dem Lolas Vater und Herr Meier sitzen, b) dem BMW, mit dem Herr Meier in den anderen Läufen kollidiert ist, und c) dem Mann, der in der Vorgeschichte Lolas Moped geklaut hat.
Währenddessen bittet die nun ratlose Lola in Gedanken Gott um Hilfe und läuft mit geschlossenen Augen weiter, wird auf der nächsten Kreuzung fast von einem LKW erfasst und erblickt gegenüber das Spielcasino. Dort setzt sie beim Roulette mit ihren letzten (knapp) 100 DM zweimal hintereinander auf Zahl 20, gewinnt beide Male, lässt sich ihren Gewinn – fast 130.000 DM – auszahlen und steigt diesmal in den Rettungswagen, der wieder vor der Glasscheibe zu Halt kommt. Darin liegt der Wachmann der Bank und bekommt gerade eine Herzmassage. Lola ergreift seine Hand, worauf sein normaler Herzschlag wieder einsetzt. Manni erhält vom Obdachlosen das Geld im Tausch gegen die Pistole bereitwillig zurück. Lola sieht von der Telefonzelle aus, wie Manni aus einer schwarzen Limousine aussteigt – er hat das Geld abgeliefert und das Vertrauen seines Hehlers wiedererlangt. Manni und Lola gehen zusammen davon. Er fragt sie, ob sie gerannt sei und was sie in der Tasche habe (ihren Casinogewinn). Akustisch wird eine weitere Fotosequenz angekündigt, aber nicht mehr gezeigt.

## Vorlage, Dramaturgie
- Mit seinen drei Abwandlungen ein und derselben Geschichte variiert der Film die Grundidee des 1981 von Krzysztof Kieślowski gedrehten und wegen der polnischen Zensur erst 1987 gezeigten Films Der Zufall möglicherweise (englisch Blind Chance, polnisch Przypadek), wobei die Version von Kieślowski mit ihren 120 Minuten Spiellänge dem Zuschauer weitaus mehr philosophische Auseinandersetzung mit dem Thema Zufall und Schicksal bietet. Tom Tykwer benutzte als bekannter Verehrer von Kieślowski die Grundstruktur des im realsozialistischen Polen viele Jahre verbotenen Films als Vorlage. Bereits 1950 ließ Akira Kurosawa in seinem Film Rashomon – Das Lustwäldchen eine Geschichte aus vier Perspektiven erzählen, um die Frage nach Wahrheit und Wirklichkeit aufzuwerfen.
- Die Dramaturgie des Drehbuchs folgt einer spiralförmigen Struktur. Ähnlich einem Spiralverlauf beginnt das Handlungstempo in der äußersten Umdrehung der Spirale in mittlerem Tempo. Dieses nimmt kontinuierlich zu, bis jeweils der zentrale Endpunkt, das Ziel im Zentrum der Spirale erreicht ist. Die Metapher der Spirale visualisiert das „um-sich-selbst-drehen“ der rat- und rastlosen Protagonistin Lola sowie die kontinuierlich abnehmende verfügbare Zeit in jeder „herumgerannten“ Runde der Lösungssuche. Die Spirale taucht auch als Bildmetapher mehrmals im Film auf:
  - Im Intro läuft Lola als Zeichentrickfigur in eine rotierende Spirale hinein und wird von dieser schließlich erfasst.
  - Das Treppenhaus von Lolas Wohnhaus wird spiralförmig von oben dargestellt.
  - Hinter der Telefonzelle steht das Jugendzentrum „Spirale“.
  - Das Kopfkissen, auf dem Manni und Lola in den Zwischenszenen liegen, hat einen Bezug mit Spiralmuster.
  - Im Casino hängt ein Porträt einer Frau mit spiralförmig aufgestecktem Haar an der Wand – was als eine Hommage an eine Szene aus Hitchcocks Film Vertigo – Aus dem Reich der Toten interpretiert werden kann.

## Drehorte
Lola rennt wurde in Berlin und Umgebung gedreht.

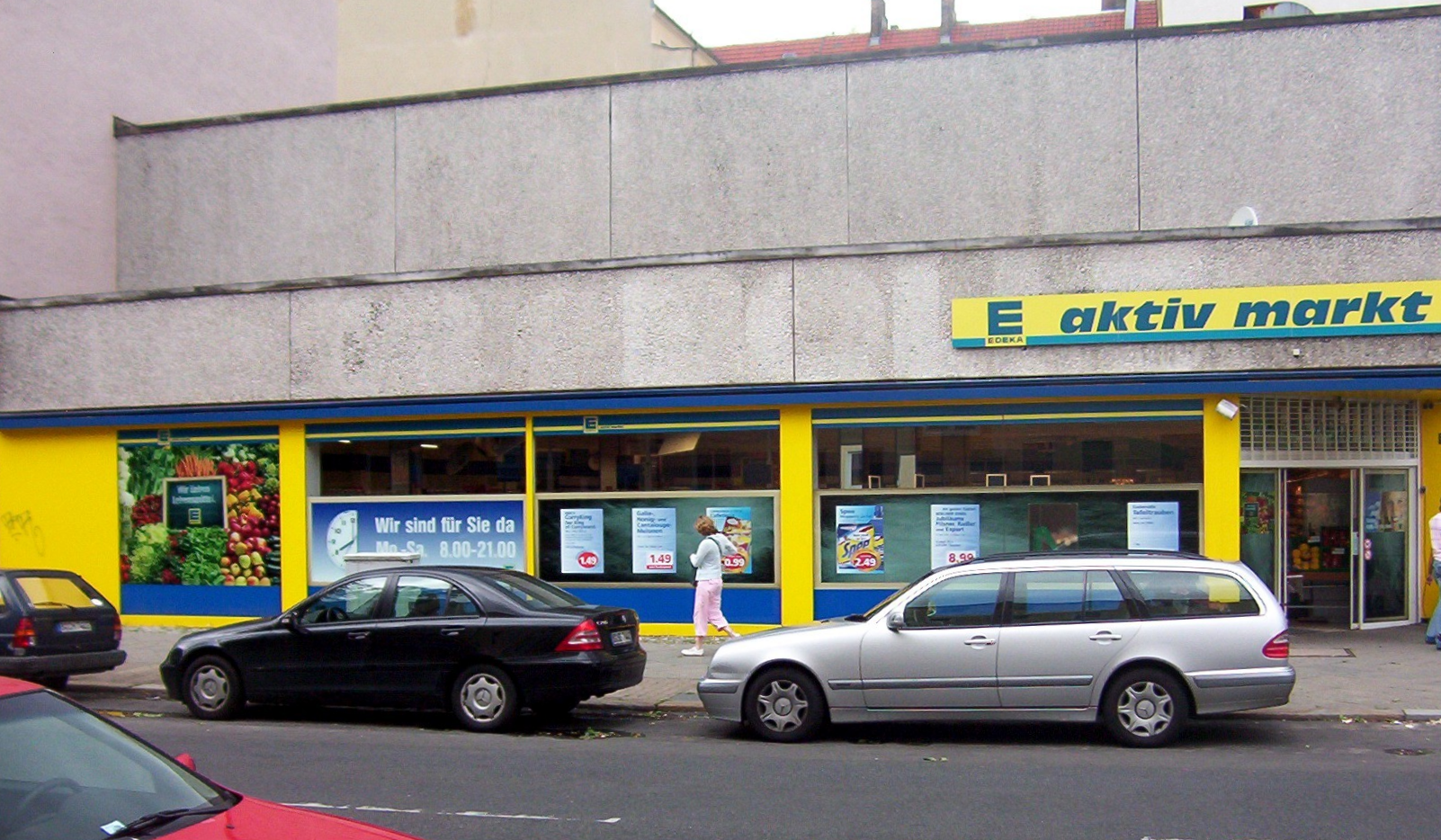
Diese ehemalige Bolle-Filiale in Berlin-Charlottenburg diente als Drehort für Mannis und Lolas Überfall

- Die Stellen, durch die Lolas Lauf im Film führt, liegen in Berlin verstreut und ergeben keine sinnvolle Laufstrecke.[5][6]
- Eines der Hauptmotive der rennenden Lola wurde auf der Oberbaumbrücke gedreht, die in Berlin die Stadtteile Kreuzberg und Friedrichshain verbindet.
- Die Überfallszene am Bolle-Supermarkt entstand in Charlottenburg, an der Kreuzung von Tauroggener Straße und Osnabrücker Straße.[7] Es dauerte fünf Wochen, den Supermarkt zum Dreh der Szene zu überreden.[5]
- Die Bankszenen in der fiktiven Deutschen Transfer Bank, in der Lolas Vater arbeitet, wurden in der damals leerstehenden ehemaligen Geschäftszentrale der Dresdner Bank am Bebelplatz gedreht.[8] Das Gebäude beherbergt heute u. a. das Hotel de Rome.
- Die Casinoszene wurde im Foyer des Rathauses Schöneberg gedreht.[9] Der Saalchef, der den eigentlich über dem Maximum liegenden Einsatz Lolas am Roulette-Tisch gestattet, wurde später Technischer Direktor der Spielbank Berlin.
- Als Außenansicht des Casinos ist das Kronprinzenpalais zu sehen.
- Die Szenen mit der über die Straße getragenen Glasscheibe wurden auf der Südseite der Kreuzung Greifenhagener Straße und Buchholzer Straße in Prenzlauer Berg gedreht.

## Sonstiges
- Die Erzählerstimme am Anfang des Films stammt von Hans Paetsch, der auch als „Märchenonkel der Nation“ bekannt ist.[10]
- Die Aussagen „Der Ball ist rund“ und „Das Spiel dauert 90 Minuten“ sind berühmte Zitate von Sepp Herberger.
- Für den Film wurden rund 1000 Statisten verpflichtet. Allein 500 wurden für die Anfangssequenz benötigt.
- Im Trailer zum Film steht fehlerhaft „Moritz Bleitreu“.
- Die blinde Frau, von der sich Manni im Film eine Telefonkarte ausleiht, wird von Monica Bleibtreu gespielt, der Mutter von Moritz Bleibtreu.
- Bei einem Budget von rund 3,5 Mio. DM spielte der Film ca. 7,2 Mio. US-Dollar in den USA ein (entspricht 1998 12,7 Mio. DM).[11][12]
- Der Abspann des Films läuft von oben nach unten anstatt – wie üblich – von unten nach oben.

## Rezeption

### Kritiken
„Unter Einsatz verschiedenster formaler Mittel erzeugt der Regisseur überaus geschickt einen stakkatoartigen Rhythmus, der sich zu einem mitreißenden, formal brillanten visuellen Feuerwerk verdichtet. Ansätze zur Vertiefung des Stoffes in Richtung Reflexion über Zeit und Zufall sind durchaus vorhanden, werden aber nicht weitergedacht, da die Geschichte in ihren Dimensionen eng begrenzt und nur wenig übertragbar ist.“

„Regisseur Tom Tykwer […] überraschte mit ‚Lola rennt‘ Kritik wie Publikum: Knackig-kurze 80 Minuten, in denen (er) auch noch gleich drei Varianten einer Geschichte erzählt. […] Ansonsten ist der Titel Programm und Franka Potente als Lola rennt beinahe während des gesamten Films. Nahezu alle technischen Möglichkeiten und filmischen Errungenschaften nutzend, wechselt Tykwer von Video- zu Kinofilm, von Digital- über Farb- zu Schwarzweiß-Bildern oder gar von Real- zu Zeichentrickfilm. Hat man sich erst einmal an den zu Beginn etwas nervigen Techno-Beat gewöhnt, erwartet einen der kurzweiligste, witzigste Streifen jüngster Zeit.“

„‚Lola rennt‘ ist wahrscheinlich ‚der‘ deutsche Film der späten 90er Jahre. Schnell, pulsierend, dynamisch ist der Thriller, der auf herausragende Weise das Lebensgefühl dieser Zeit einfängt. Tom Tykwer schaffte es mit ‚Lola rennt‘, die deutsche Filmindustrie aus ihrem Schneewittchenschlaf zu wecken und auf dem internationalen Parkett zu beweisen, dass auch Filme ‚made in Germany‘ durch Originalität und Experimentierfreudigkeit glänzen können. Für den Regisseur und seine damalige Lebensgefährtin Franka Potente sollte das Werk, welches auf den Filmfestivals weltweit gefeiert und obendrein zu einer der kommerziell erfolgreichsten deutschen Produktionen im Ausland wurde, den großen Durchbruch bedeuten.“

Die Kritikerin Joanna Berry schreibt in ihrer Kritik, der Film sei ein „visuell einfallsreicher und kinetisch aufgeladener Film, der mit Überraschungen an jeder Ecke aufwartet.“ Als Beispiel dafür führt sie den Vorspann an, bei dem aus einer Menschenmenge der Titel des Films wird. In diesem „High-Speed-Abenteuer“ sei Schauspielerin Franka Potente der „optische rote Faden des Films“. Sie könne auch warmherzig und einfühlsam reagieren, was sich insbesondere in den Szenen mit ihrem Vater zeigt. Dabei sei die Darstellung der Geschichte „erfindungsreich und innovativ“. Dabei nutze Regisseur Tykwer Animation, Kameratricks, Farbe und Schwarzweiß-Film, Musikvideo-Effekte und Wiederholungen. Sie urteilt, der Film sei ein „interessantes, ungewöhnliches Filmexperiment, atemloser Erregung und einer ungeheuren Energie, vom talentierten Regisseur verpackt als Event für die MTV-Generation.“

### Bezüge in späteren Filmen
- Die Simpsons-Episode „Trilogy of Error“ (dt. Titel: „Trilogie derselben Geschichte“, Staffel 12 Episode 18) ist eine Hommage an den Film. In dieser Folge gibt es drei Handlungsstränge, die jeweils miteinander verstrickt sind. Jeder Handlungsstrang erzählt dieselbe Geschichte eines Tages abwechselnd aus der Sicht von Homer, Bart und Lisa. In Lisas Segment läuft sie zur Filmmusik von Lola rennt durch die Stadt Springfield.
- Auch die Episode Run, Gary, Run aus der Serie Allein gegen die Zukunft hat eine ähnliche Handlung.
- In der Episode Run Johnny Run von Johnny Bravo werden ebenfalls drei Zeitstränge verwendet und Bilder aus einer möglichen Zukunft von Menschen gezeigt.
- In der Episode Meine clevere Idee von Scrubs – Die Anfänger wird das Titellied aus „Lola rennt“ gespielt, als der Hausmeister einen 100-m-Hindernislauf auf JD zuläuft.
- In der Episode Das Monster aus der Tiefe von Buffy – Im Bann der Dämonen wird in der Anfangssequenz eine junge Frau in Deutschland verfolgt, die starke Ähnlichkeit mit der Protagonistin aus „Lola rennt“ hat.
- Die Komödie And Then Came Lola aus dem Jahr 2009 ist eine lesbische Neuverfilmung des Films.[16]
- Das Musikvideo zur Single It’s My Life, zu finden auf dem Album Crush von Bon Jovi, wurde durch den Film inspiriert.[17] Dort rennt ein junger Mann durch Los Angeles, um seine Freundin auf einem Konzert der Band zu treffen.
- Ebenso ist das Musikvideo zu dem Song Ocean Avenue der Band Yellowcard durch den Film inspiriert. Dabei rennt der Sänger dreimal denselben Weg, wobei der Handlungsverlauf durch kleine Ereignisse stark beeinflusst wird. Zu Beginn jeden Durchlaufs begegnet er eine Gruppe Nonnen, eine direkte Referenz an die Szene im Film.[18]
- In der Folge „Run, Candace, Run“ (dt. Titel: „Lauf, Candace, Lauf“) der Serie Phineas & Ferb ist Candace mit umgebauten Schuhen zu einem dem Titellied ähnelnden Song in durch den Film inspirierten Szenen unterwegs.
- Die Folge „Tausend Tode“ aus der Fernsehserie Seven Days – Das Tor zur Zeit (Episode 14 der zweiten Staffel) nimmt indirekt Bezug auf den Film.
- Die Figur der Katja Obinger aus der ersten Folge der kanadischen Fernsehserie Orphan Black ist eine Hommage an die Figur der Lola: Die Deutsche kommt wie Lola aus Berlin, hat halblange rote Haare und wird wie Lola erschossen.
- In der fünften Folge der Comedy-Serie SMILF rennt die Hauptdarstellerin mit roten Haaren durch die vier Varianten der Handlung.
- Die zweite Episode der ersten Staffel der australischen Serie Wanted (2016) trägt den Titel Lola rennt (eine der Hauptpersonen der Serie heißt Lola).
- Im Jahr 2000 (mit einem Re-Edit 2006) entstand die Persiflage „Lilli rennt“ der Hamburger Regisseure Jan Braband und Oliver Schnekenbühl. In dieser Version wird Lola von einem männlichen Darsteller mit roter Perücke gespielt. Der Film gewann unter anderem den Hamburger Shortfilmslam 2006.[19][20]
- Ein ähnlich konstruierter Film, in dessen Verlauf sich mehrere Handlungsebenen kreuzen, verteilt auf diverse Hotelzimmer, ist der Thriller Bad Times at the El Royale von Regisseur Drew Goddard mit den Schauspielern Jeff Bridges und Dakota Johnson von 2018.

## Auszeichnungen
Lola rennt wurde 1999 mit dem Deutschen Filmpreis ausgezeichnet.
- Deutscher Filmpreis in Gold (bester Film)
- Bester Regisseur (Tom Tykwer)
- Beste Kamera (Frank Griebe)
- Bester Schnitt (Mathilde Bonnefoy)
- Beste Nebendarstellerin (Nina Petri)
- Bester Nebendarsteller (Herbert Knaup)
- Publikumspreis: Kinofilm des Jahres
- Publikumspreis: Schauspielerin des Jahres (Franka Potente)

Darüber hinaus gab es diese Preise und Auszeichnungen:
- Sundance Film Festival 1999: Publikumspreis – Bester ausländischer Film (amerikanischer Titel: Run Lola Run)
- Ernst-Lubitsch-Preis 1999
- Bayerischer Filmpreis 1998
- Gilde-Filmpreis in Gold 1999
- Großer Preis der Stadt Genf 1999
- Bambi 1998
- Hong Kong Critics Choice 1998
- Goldene Schallplatte 1999
- MTV Select Award 1999
- Jupiter 1999 – Bester deutscher Film
- Böhmischer Löwe 2000 – Bester ausländischer Film

Außerdem wurde der Film oft nominiert, u. a. für:
- Europäischer Filmpreis 1998
- Goldener Löwe Internationale Filmfestspiele von Venedig 1998

Die Deutsche Film- und Medienbewertung FBW in Wiesbaden verlieh dem Film das Prädikat besonders wertvoll.
Der Film war Deutschlands Kandidat auf eine Nominierung in der Kategorie Bester fremdsprachiger Film bei der Oscarverleihung 1999, er wurde aber nicht nominiert.

## Musik
Neben der Musik von Tom Tykwer, Johnny Klimek, Reinhold Heil, Franka Potente mit Believe, wurde u. a. auch The Unanswered Question von Charles Ives sowie der Song What a Diff'rence a Day Makes in der Version von Dinah Washington verarbeitet. Den Titelsong lieferte Franka Potente feat. Thomas D. mit dem Song Wish (Komm zu mir).

## Oper
Am 28. Februar 2013 fand im Theater am Bismarckplatz des Theaters Regensburg die Uraufführung der Oper Lola rennt von Ludger Vollmer statt. Das Theater bekam als erste Bühne die Rechte zu einer Adaption des Films. Schirin Khodadadian inszenierte, die musikalische Leitung hatte Arne Willimczik.

## Remake
Im Februar 2020 gab die indische Produktionsfirma Ellipsis Entertainment bekannt, eine Bollywood-Version des Filmes zu drehen.
Die Dreharbeiten begannen im April 2020, der Kinostart beim Verleiher Sony Pictures Films India sollte ursprünglich am 29. Januar 2021 in Indien erfolgen, wurde jedoch verschoben.
Der Film in Hindi erfolgte unter der Leitung des ausführenden Produzenten Tanuj Garg und der Regie von Aakash Bhatia und nach einem Drehbuch von Vinay Chhawal. Taapsee Pannu und Tahir Raj Bhasin übernehmen die Hauptrollen.